# 群馬県第3区
群馬県第3区（ぐんまけんだい3く）は、日本の衆議院議員総選挙における選挙区。1994年（平成6年）の公職選挙法改正で設置。

## 区域

### 現在の区域
2022年（令和4年）公職選挙法改正以降の区域は以下のとおりである。太田市の市域の分割は解消された。
- 太田市
- 館林市
- 邑楽郡

### 2022年以前の区域
2013年（平成25年）公職選挙法改正から2022年の小選挙区改定までの区域は以下のとおりである。
- 太田市（旧藪塚本町の区域を除く：旧太田市・尾島町・新田町域）
- 館林市
- 邑楽郡

1994年（平成6年）公職選挙法改正から2013年の小選挙区改定までの区域は以下のとおりである。
- 太田市
- 館林市
- 新田郡
  - 尾島町
  - 新田町
- 邑楽郡

## 歴史
旧群馬2区のうち太田市、館林市、新田郡尾島町・新田町、邑楽郡で構成されることとなった。その後区域は変更されていないが市町村合併により尾島町、新田町、薮塚本町、太田市が合併し新たに太田市となっている。
小選挙区制開始以来、農林水産大臣を務め、農林族として活躍してきた谷津義男が当選を続けてきたが、2009年は民主党新人・柿沼正明に敗れた。谷津は73歳までの年齢制限により比例北関東ブロックとの重複立候補ができず落選した。
2012年の選挙では谷津の引退を受け、自民党はかつて党総務会長を務め、2009年に落選した笹川堯の息子・笹川博義を擁立。全国的な自民党への追い風を受けて前職・柿沼を破り初当選（柿沼は比例復活できず）。
2014年の選挙では、自民笹川、新たに民主党候補となった長谷川嘉一、共産党候補が出馬し、自民笹川が2選（長谷川は比例復活できず）。
2017年の選挙では、自民笹川と旧・立憲民主党に入党した長谷川の2候補が出馬。共産党は長谷川を支援するため候補を取り下げた。結果は組織票を手堅く固めた自民笹川が3選。長谷川は比例復活し初当選となった。
2021年の選挙では、自民党から引き続き笹川が出馬。新・立憲民主党からは長谷川が出馬。NHKと裁判してる党弁護士法72条違反でからはフリーカメラマンの説田健二が出馬した。投開票の結果、笹川が4選。長谷川は比例復活も叶わず落選した。
2022年12月28日、改正公職選挙法が施行され、衆議院小選挙区の新たな区割りが適用された。太田市の群馬2区に含まれる地域（旧新田郡の藪塚本町域）が2区から群馬3区に編入されたため、太田市全域が3区の区域内となった。3区から他区に編入された地域はないため、3区の区域は拡大することとなった。
2024年の第50回衆院選では笹川が5選。長谷川は比例復活で再選した。

## 小選挙区選出議員
| 選挙名                 | 年     | 当選者   | 党派       |
| ---------------------- | ------ | -------- | ---------- |
| 第41回衆議院議員総選挙 | 1996年 | 谷津義男 | 自由民主党 |
| 第42回衆議院議員総選挙 | 2000年 | 谷津義男 | 自由民主党 |
| 第43回衆議院議員総選挙 | 2003年 | 谷津義男 | 自由民主党 |
| 第44回衆議院議員総選挙 | 2005年 | 谷津義男 | 自由民主党 |
| 第45回衆議院議員総選挙 | 2009年 | 柿沼正明 | 民主党     |
| 第46回衆議院議員総選挙 | 2012年 | 笹川博義 | 自由民主党 |
| 第47回衆議院議員総選挙 | 2014年 | 笹川博義 | 自由民主党 |
| 第48回衆議院議員総選挙 | 2017年 | 笹川博義 | 自由民主党 |
| 第49回衆議院議員総選挙 | 2021年 | 笹川博義 | 自由民主党 |
| 第50回衆議院議員総選挙 | 2024年 | 笹川博義 | 自由民主党 |

## 選挙結果
時の内閣：第1次石破内閣 解散日：2024年10月9日 公示日：2024年10月15日
当日有権者数：31万5614人 最終投票率：49.49%（前回比：4.13%） （全国投票率：53.85%（2.08%））
| 当落 | 候補者名   | 年齢 | 所属党派   | 新旧 | 得票数   | 得票率 | 惜敗率 | 推薦・支持 | 重複 |
| ---- | ---------- | ---- | ---------- | ---- | -------- | ------ | ------ | ---------- | ---- |
| 当   | 笹川博義   | 58   | 自由民主党 | 前   | 74,930票 | 50.07% | ――     | 公明党推薦 | ○    |
| 比当 | 長谷川嘉一 | 71   | 立憲民主党 | 元   | 74,716票 | 49.93% | 99.71% |            | ○    |

時の内閣：第1次岸田内閣 解散日：2021年10月14日 公示日：2021年10月19日
当日有権者数：30万3475人 最終投票率：53.62%（前回比：2.75%） （全国投票率：55.93%（2.25%））
| 当落 | 候補者名   | 年齢 | 所属党派                             | 新旧 | 得票数   | 得票率 | 惜敗率 | 推薦・支持               | 重複 |
| ---- | ---------- | ---- | ------------------------------------ | ---- | -------- | ------ | ------ | ------------------------ | ---- |
| 当   | 笹川博義   | 55   | 自由民主党                           | 前   | 86,021票 | 54.63% | ――     | 公明党推薦               | ○    |
|      | 長谷川嘉一 | 68   | 立憲民主党                           | 前   | 67,689票 | 42.99% | 78.69% | 社会民主党群馬県連合推薦 | ○    |
|      | 説田健二   | 50   | NHKと裁判してる党 弁護士法72条違反で | 新   | 3,737票  | 2.37%  | 4.34%  |                          |      |

時の内閣：第3次安倍第3次改造内閣 解散日：2017年9月28日 公示日：2017年10月10日
当日有権者数：30万6339人 最終投票率：50.87%（前回比：0.99%） （全国投票率：53.68%（1.02%））
| 当落 | 候補者名   | 年齢 | 所属党派   | 新旧 | 得票数   | 得票率 | 惜敗率 | 推薦・支持                               | 重複 |
| ---- | ---------- | ---- | ---------- | ---- | -------- | ------ | ------ | ---------------------------------------- | ---- |
| 当   | 笹川博義   | 51   | 自由民主党 | 前   | 83,446票 | 55.30% | ――     | 公明党推薦                               | ○    |
| 比当 | 長谷川嘉一 | 64   | 立憲民主党 | 新   | 67,456票 | 44.70% | 80.84% | 民進党群馬県連・社会民主党群馬県連合推薦 | ○    |

時の内閣：第2次安倍改造内閣 解散日：2014年11月21日 公示日：2014年12月2日
当日有権者数：29万9587人 最終投票率：51.86%（前回比：5.81%） （全国投票率：52.66%（6.66%））
| 当落 | 候補者名   | 年齢 | 所属党派   | 新旧 | 得票数   | 得票率 | 惜敗率 | 推薦・支持 | 重複 |
| ---- | ---------- | ---- | ---------- | ---- | -------- | ------ | ------ | ---------- | ---- |
| 当   | 笹川博義   | 48   | 自由民主党 | 前   | 83,837票 | 56.15% | ――     | 公明党     | ○    |
|      | 長谷川嘉一 | 62   | 民主党     | 新   | 49,494票 | 33.15% | 59.04% |            | ○    |
|      | 渋沢哲男   | 55   | 日本共産党 | 新   | 15,972票 | 10.70% | 19.05% |            |      |

時の内閣：野田第3次改造内閣 解散日：2012年11月16日 公示日：2012年12月4日
当日有権者数：29万9459人 最終投票率：57.67%（前回比：11.66%） （全国投票率：59.32%（9.96%））
| 当落 | 候補者名   | 年齢 | 所属党派     | 新旧 | 得票数   | 得票率 | 惜敗率 | 推薦・支持 | 重複 |
| ---- | ---------- | ---- | ------------ | ---- | -------- | ------ | ------ | ---------- | ---- |
| 当   | 笹川博義   | 46   | 自由民主党   | 新   | 84,363票 | 51.11% | ――     | 公明党     | ○    |
|      | 柿沼正明   | 47   | 民主党       | 前   | 37,878票 | 22.95% | 44.90% |            | ○    |
|      | 長谷川嘉一 | 60   | 日本未来の党 | 新   | 33,793票 | 20.47% | 40.06% | 新党大地   | ○    |
|      | 渋沢哲男   | 53   | 日本共産党   | 新   | 9,025票  | 5.47%  | 10.70% |            |      |

時の内閣：麻生内閣 解散日：2009年7月21日 公示日：2009年8月18日
当日有権者数：29万9261人 最終投票率：69.33% （全国投票率：69.28%（1.77%））
| 当落 | 候補者名 | 年齢 | 所属党派   | 新旧 | 得票数    | 得票率 | 惜敗率 | 推薦・支持 | 重複 |
| ---- | -------- | ---- | ---------- | ---- | --------- | ------ | ------ | ---------- | ---- |
| 当   | 柿沼正明 | 43   | 民主党     | 新   | 109,173票 | 53.99% | ――     |            | ○    |
|      | 谷津義男 | 75   | 自由民主党 | 前   | 89,436票  | 44.23% | 81.92% |            |      |
|      | 石見泰介 | 47   | 幸福実現党 | 新   | 3,586票   | 1.77%  | 3.28%  |            |      |

時の内閣：第2次小泉改造内閣 解散日：2005年8月8日 公示日：2005年8月30日 （全国投票率：67.51%（7.65%））
| 当落 | 候補者名 | 年齢 | 所属党派   | 新旧 | 得票数    | 得票率 | 惜敗率 | 推薦・支持 | 重複 |
| ---- | -------- | ---- | ---------- | ---- | --------- | ------ | ------ | ---------- | ---- |
| 当   | 谷津義男 | 71   | 自由民主党 | 前   | 111,034票 | 58.07% | ――     |            | ○    |
|      | 柿沼正明 | 39   | 民主党     | 新   | 69,734票  | 36.47% | 62.80% |            | ○    |
|      | 小菅啓司 | 54   | 日本共産党 | 新   | 10,444票  | 5.46%  | 9.41%  |            |      |

時の内閣：第1次小泉第2次改造内閣 解散日：2003年10月10日 公示日：2003年10月28日 （全国投票率：59.86%（2.63%））
| 当落 | 候補者名 | 年齢 | 所属党派   | 新旧 | 得票数   | 得票率 | 惜敗率 | 推薦・支持 | 重複 |
| ---- | -------- | ---- | ---------- | ---- | -------- | ------ | ------ | ---------- | ---- |
| 当   | 谷津義男 | 69   | 自由民主党 | 前   | 91,330票 | 54.87% | ――     |            | ○    |
|      | 長沼広   | 53   | 民主党     | 新   | 67,087票 | 40.31% | 73.46% |            | ○    |
|      | 渋沢哲男 | 44   | 日本共産党 | 新   | 8,019票  | 4.82%  | 8.78%  |            |      |

時の内閣：第1次森内閣 解散日：2000年6月2日 公示日：2000年6月13日 （全国投票率：62.49%（2.84%））
| 当落 | 候補者名 | 年齢 | 所属党派   | 新旧 | 得票数   | 得票率 | 惜敗率 | 推薦・支持 | 重複 |
| ---- | -------- | ---- | ---------- | ---- | -------- | ------ | ------ | ---------- | ---- |
| 当   | 谷津義男 | 65   | 自由民主党 | 前   | 99,345票 | 57.56% | ――     |            | ○    |
|      | 長沼広   | 49   | 民主党     | 新   | 60,836票 | 35.25% | 61.24% |            | ○    |
|      | 渋沢哲男 | 41   | 日本共産党 | 新   | 12,415票 | 7.19%  | 12.50% |            |      |

時の内閣：第1次橋本内閣 解散日：1996年9月27日 公示日：1996年10月8日 （全国投票率：59.65%（8.11%））
| 当落 | 候補者名 | 年齢 | 所属党派   | 新旧 | 得票数   | 得票率 | 惜敗率 | 推薦・支持 | 重複 |
| ---- | -------- | ---- | ---------- | ---- | -------- | ------ | ------ | ---------- | ---- |
| 当   | 谷津義男 | 62   | 自由民主党 | 前   | 85,562票 | 51.49% | ――     |            | ○    |
|      | 笹川博義 | 30   | 新進党     | 新   | 41,452票 | 24.94% | 48.45% |            |      |
|      | 長沼広   | 46   | 民主党     | 新   | 28,901票 | 17.39% | 33.78% |            | ○    |
|      | 渋沢哲男 | 37   | 日本共産党 | 新   | 10,262票 | 6.18%  | 11.99% |            |      |